# Omkara (película)
Omkara es una película india escrita y dirigida por Vishal Bhardwaj y protagonizada por Ajay Devgan y Saif Ali Khan en los papeles principales junto con las actuaciones de Vivek Oberoi, Kareena Kapoor, Konkona Sen Sharma, Bipasha Basu y Naseeruddin Shah. La cinta es una adaptación moderna de la obra teatral Otelo de William Shakespeare, ambientada en Uttar Pradesh, India.
Omkara ganó 3 National Film Premios y 7 Premios de Filmfare. Omkara es parte de una serie de 3 películas basadas en las obras de Shakespeare, conocida como "trilogía de Shakespeare". Las otras son Maqbool (basada en Macbeth) y Haider (basada en Hamlet). La mayoría del diálogo es en el khariboli, un dialecto de prestigio del hindi.

## Reparto
| Actor              | Personaje                       | Personaje en la obra original de Shakespeare |
| ------------------ | ------------------------------- | -------------------------------------------- |
| Ajay Devgan        | Omkara "Omi" Shukla             | Otelo                                        |
| Saif Ali Khan      | Ishwar "Langda" Tyagi           | Yago                                         |
| Kareena Kapoor     | Dolly Mishra                    | Desdémona                                    |
| Vivek Oberoi       | Keshav "Kesu Firangi" Upadhyaya | Casio                                        |
| Bipasha Basu       | Billo Chamanbahar               | Bianca                                       |
| Konkona Sen Sharma | Indu                            | Emilia                                       |
| Deepak Dobriyal    | Rajan "Rajju" Tiwari            | Rodrigo                                      |
| Naseeruddin Shah   | Bhaisaab                        | Dux de Venecia                               |

## Argumento
Dolly, hija de un famoso abogado, y Omkara, apañador del político poderoso Bhaisaab, se fugan. Kesu (El teniente de Omkara) asciende sobre Langda al puesto de apañador después de Omkara presenta su candidatura por el Vidhan Sabha. Lleno de celos, Langda le convence a Omkara de que Dolly tiene una aventura con Kesu. Gracias a la ayuda involuntaria de Indu, Omkara cree esa mentira y mata a Dolly. En venganza Indu acuchilla a Langda y Omkara se suicida.   

## Música
1. "Omkara" (Sukhwinder Singh)
2. "O saathi re" (Shreya Ghoshal y Vishal Bharadwaj)
3. "Beedi" (Sunidhi Chauhan, Sukhwinder Singh, Nachiketa Chakraborty y Clinton Cerejo)
4. "Jag ja" (Suresh Wadkar)
5. "Namak" (Rekha Bhardwaj y Rakesh Pandit)
6. "Naina" (Rahat Nusrat Fateh Ali Khan)
7. "Laakad" (Rekha Bhardwaj)
8. "The tragedy of Omkara" (Instrumental)

## Premios
| - La mejor actriz de reparto - Konkona Sen Sharma - Mejor villano - Saif Ali Khan - La mejor actriz - Kareena Kapoor - La mejor cantante de playback - Sunidhi Chauhan (Beedi) - La mejor coreografía - Ganesh Acharya - (Beedi) - La mejor dirección de arte - Sameer Chanda - El mejor diseño de vestuario- Dolly Ahluwalia - El mejor sonido - Subhash Sahu , K.J. Singh y Shajith Koyeri - La mejor actriz - Kareena Kapoor - Mejor villano - Saif Ali Khan - El mejor director de música Vishal Bharadwaj - El mejor letrista - Gulzar (Beedi) - La mejor actriz de reparto - Konkona Sen Sharma - Mejor villano - Saif Ali Khan - La mejor canción de año - Beedi - La mejor coreografía - Ganesh Acharya (Beedi) - El mejor sonido - Subash Sahu - Mejor villano - Saif Ali Khan - La mejor cantante de playback - Sunidhi Chauhan (Beedi) - La mejor contribución literaria al mundo de cine- Vishal Bharadwaj | - El mejor actor de reparto - Vivek Oberoi - Mejor villano - Saif Ali Khan - La película más caliente del año - Big Screen Entertainers y Kumar Mangat - Mejor villano - Saif Ali Khan - La mejor nueva cantante - Rekha Bharadwaj (Namak) - La mejor Interpretación del año (Selección de Jefes de Redacción) - Kareena Kapoor - El mejor director del año (Selección de Jefes de Redacción) - Vishal Bharadwaj - Mejor villano - Saif Ali Khan - La mejor coreografía - Tassaduq Hussain - El mejor villano - Saif Ali Khan - La mejor actriz - Kareena Kapoor - La reina de corazones - Bipasha Basu - La mejor cantante de playback - Sunidhi Chauhan (Beedi) - El mejor sonido - Salman Afidi - Premio del Jurado - Vishal Bharadwaj - La mejor actriz de reparto - Konkona Sen Sharma - El mejor sonido - Subhash Sahoo , K. J. Singh, Shajith Koyeri - Festival de Cine de Asia de las Primeras Películas: El mejor cinematógrafo - Tassaduq Hussain - Festival Internacional de Cine de El Cairo: Mejor contribución artística al mundo de cine - Vishal Bharadwaj - Festival de Cine de Kara: Mejor actor - Saif Ali Khan - Festival de Cine de Kara: El mejor director de música - Vishal Bharadwaj - Festival de Cine de Kara: El mejor guion adaptado - Vishal Bharadwaj, Abhishek Chaubey y Robin Bhatt - Sports World Awards: Mejor villano - Saif Ali Khan |